# Березово (Ряжский район)
Березово — опустевшее село в Ряжском районе Рязанской области России. Входит в Журавинское сельское поселение.

## География
Село расположено в 14 км на юго-запад от центра поселения села Журавинка и в 24 км на юго-запад от райцентра Ряжска.

## История
Березово в качестве села упоминается в Ряжских окладных книгах 1676 года, где при находившейся в том селе Космодамианской церкви показано три двора поповых и двор пономарский. В 1768 году поставлена была новая церковь в тоже храмонаименование.
В XIX — начале XX века село входило в состав Пителенской волости Раненбургского уезда Рязанской губернии. В 1906 году в селе было 36 дворов.
С 1929 года село входило в состав Хмелевского сельсовета Ряжского района Рязанского округа Московской области, с 1937 года — в составе Рязанской области, с 1957 года — в составе Марчуковского 2-го сельсовета, с 2005 года — в составе Журавинского сельского поселения.

## Население
| 1859 | 1906 | 2010 |
| ---- | ---- | ---- |
| 43   | ↗254 | ↘0   |

## Известные жители, уроженцы
22 февраля 1924 в с. Берёзово Ряжского уезда родился Василий Алексеевич Есаков (1924—2016), советский и российский ученый-географ, доктор географических наук, профессор, почётный член Русского географического общества, участник Великой Отечественной войны.